# Línea 55 (Buenos Aires)
La línea 55 es una línea de colectivos del Área Metropolitana de Buenos Aires. Une las localidades de San Justo y Morón en los Partidos de La Matanza y Morón, con los barrios porteños de Caballito y Barrancas de Belgrano en Capital Federal. Es considerada una de las líneas más populares del Área Metropolitana de Buenos Aires. Su horario es desde las 00:00 hs hasta las 23:30 hs.
Esta línea es operada por la empresa Almafuerte S.A.T.A.C.I, la cual desde 1999 pertenece a La Cabaña S.A.

## Recorrido
- Ida a Barrancas de Belgrano: Desde Av. Don Bosco 3521 por Av. Don Bosco, Av. Diego A. Maradona, Av. Dr. Arturo Illia, Jujuy, Tomás J. Villegas, Almafuerte, Av. Brig. Gral. Juan Manuel de Rosas, Cruce Av. General Paz, Av. Juan Bautista Alberdi, José León Suárez, José Enrique Rodó, Av. Lisandro de la Torre, Av. Directorio, José Martí, Av. Rivadavia, Del Barco Centenera, Guayaquil, Riglos, Formosa, Av. José María Moreno, Av. Acoyte, Av. Díaz Vélez, Leopoldo Marechal, Av. Patricias Argentinas, Bravard, Av. Warnes, Murillo, Serrano, José A. Cabrera, Godoy Cruz, Costa Rica, Jorge Luis Borges, Charcas, Uriarte, Av. Santa Fe, Av. Luis María Campos, Virrey Del Pino, Av. Virrey Vértiz hasta Echeverría.

- Regreso a Villa Luzuriaga: Desde calle lateral de La Pampa, Av. Virrey Vértiz, Juramento, Av. Virrey Vértiz, Av. Luis María Campos, Av. Santa Fe, Thames, Charcas, Darregueyra, Uriarte, Cnel. Niceto Vega, Thames, Martínez Rosas, Av. Warnes, Leopoldo Marechal, Juan B. Ambrosetti, Felipe Vallese, Av. Acoyte, Av. Rivadavia, Pergamino, Av. Juan Bautista Alberdi, Av. Bruix, Av. Directorio, Montiel, Av. Juan Bautista Alberdi, Cruce Av. Gral. Paz, Av. Brig. Gral. Juan Manuel de Rosas, Dr. Ignacio Arieta, Comisionado José Indart, Juan Florio, Av. Dr. Arturo Illia, Av. Diego A. Maradona, Av. Don Bosco hasta la N° 3521.[2]

- PARADAS

Mediante sus distintos ramales te acerca entre otros lugares a Barrancas de Belgrano ■ FLENI ■Clínica CEMIC ■ Estación de tren Belgrano■ Club Atlético Excursionistas ■ Embajada de Cuba ■ Universidad de Belgrano ■ Embajada de Australia ■ Clínica Sagrada Familia ■ Club de Golf ■ Embajada de Alemania ■ Shopping El Solar ■ Hospital Militar ■ Embajada de Croacia ■ Asociación de Polo ■ Campo Hípico Militar ■ Estación Ministro Carranza de Subte D ■ estación de tren Carranza ■ Anses (Belgrano) ■ Embajada de Venezuela ■ Hipódromo de Palermo ■ Centro Cultural Islámico ■ Sanatorio de la Trinidad Palermo ■ Sanatorio Los Arcos ■ Centro Cultural de la Ciencia ■ Estación Palermo de Subte D ■ estación de tren Palermo ■ Distrito Arcos ■ La Rural ■ Plaza Italia ■ Estación Plaza Italia de Subte D ■ Ecoparque BA ■ Jardín Botánico ■ Cesac n°26 ■ Parque Ferroviario Palermo ■ Galería de Arte ■ Movistar Arena ■ Clínica San Camilo ■ Museo de Ciencias Naturales ■ Parque Centenario ■ Hospital Naval ■ Clínica de la Ciudad SUTERH ■ CBC Parque Centenario (UBA) ■ Hospital Oncológico María Curie ■ Hospital Durand ■ Sanatorio Julio Méndez ■ Estación Acoyte de Subte A ■ Sanatorio Antártida ■ Parque Rivadavia ■ Shopping Caballito ■ Estación Primera Junta de Subte A ■ Mercado del Progreso ■ estación de tren Caballito ■ Museo “Che” Guevara ■ Estadio Ferro Carril Oeste ■ Estación Púan de Subte A ■ Patio de los Lecheros ■ Estación Carabobo de Subte A ■ Estación San José de Flores de Subte A ■ Plaza Flores ■ Estación San Pedrito de Subte A ■ Cesac n°13 ■ Parque Avellaneda ■ Parque de los Mataderos ■ Polideportivo Nueva Chicago ■ Hospital Castex ■ Cesac n°37 ■ Sanatorio Méndez (Lomas del Mirador) ■ Pista de Atletismo Monte Dorrego ■ Cementerio de San Justo ■ Sanatorio San Justo ■ Bingo San Justo ■ Plaza San Justo ■ Clínica del Niño ■ Hospital del Niño de San Justo ■ Sodimac San Justo

## Cuadro Tarifario (Capital Federal únicamente)

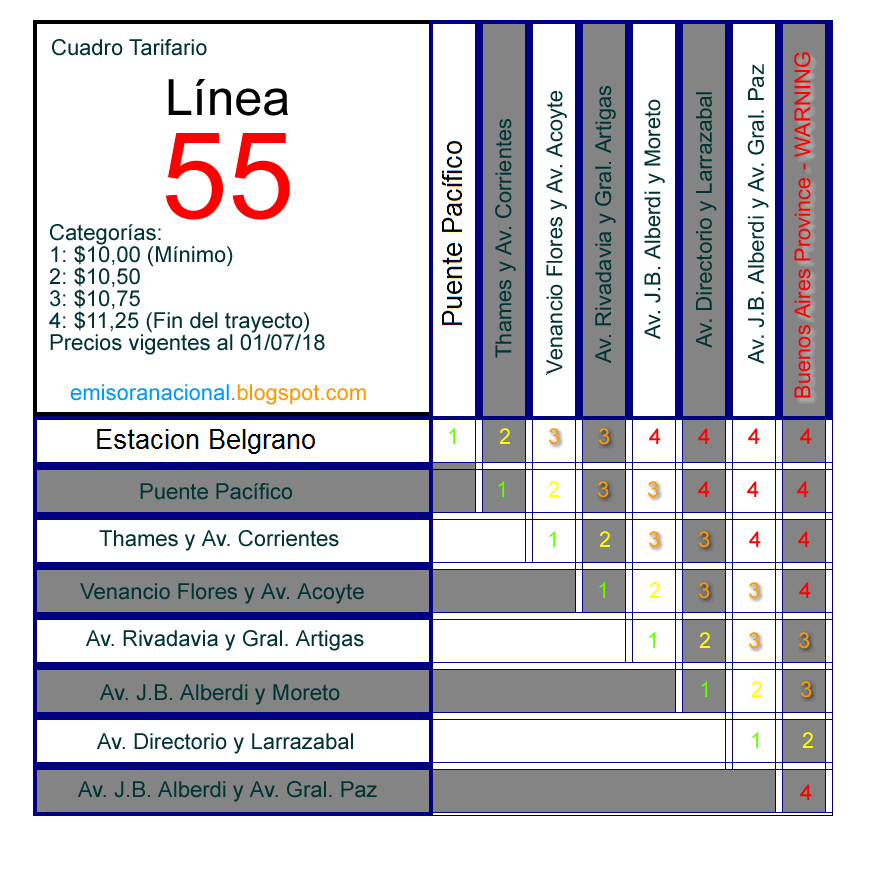
Cuadro tarifario

## Barrios
Ciudad de Buenos Aires
- Belgrano
- Palermo
- Villa Crespo
- Caballito (Comienzo Ramal C)
- Flores
- Floresta
- Vélez Sársfield
- Villa Luro
- Parque Avellaneda
- Mataderos

 Buenos Aires
- Lomas del Mirador
- San Justo (Fin Ramal C)
- Villa Luzuriaga

## Puntos de Interés
- Barrancas de Belgrano